# Jeździectwo na Igrzyskach Panamerykańskich 2015
Jeździectwo na Igrzyskach Panamerykańskich 2015 odbywało się w dniach 9–25 lipca 2015 roku w OLG Caledon Pan Am Equestrian Park w Palgrave. Stu trzydziestu dziewięciu zawodników obojga płci rywalizowało łącznie w sześciu konkurencjach, trzech indywidualnych i trzech drużynowych.

## Podsumowanie

### Klasyfikacja medalowa
| Klasyfikacja medalowa | Klasyfikacja medalowa | Klasyfikacja medalowa | Klasyfikacja medalowa | Klasyfikacja medalowa | Klasyfikacja medalowa |
| Miejsce               | państwo               | Złoto                 | Srebro                | Brąz                  | Razem                 |
| --------------------- | --------------------- | --------------------- | --------------------- | --------------------- | --------------------- |
| 1                     | Stany Zjednoczone     | 5                     | 1                     | 2                     | 8                     |
| 2                     | Kanada                | 1                     | 2                     | 2                     | 5                     |
| 3                     | Brazylia              | 0                     | 1                     | 2                     | 3                     |
| 4                     | Argentyna             | 0                     | 1                     | 0                     | 1                     |
| =                     | Wenezuela             | 0                     | 1                     | 0                     | 1                     |
| Razem                 | Razem                 | 6                     | 6                     | 6                     | 18                    |

### Medaliści
| Konkurencja              | 1. miejsce | 1. miejsce | 2. miejsce | 2. miejsce | 3. miejsce | 3. miejsce |
| ------------------------ | --- | ---------- | --- | ---------- | --- | ---------- |
| Skoki indywidualnie      | McLain Ward (Rothchild) | 0          | Andrés Rodríguez (Darlon Van Groenhove) | 0          | Lauren Hough (Ohlala) | 4          |
| Skoki drużynowe          | Stany Zjednoczone · Phillip Dutton (Fernhill Fugitive) · Lauren Kieffer (Meadowbrooks Scarlett) · Marilyn Little (RF Scandalous) · Boyd Martin (Pancho Villa) | 133.00     | Brazylia · Marcio Jorge (Lissy Mac Wayer) · Ruy Fonseca (Tom Bombadill Too) · Carlos Parro (Caulcourt Landline) · Henrique Plombon (Land Quenotte)                          | 140.70     | Kanada · Colleen Loach (Qorry Blue D'Argouges) · Jessica Phoenix (Pavarotti) · Waylon Roberts (Bill Owen) · Kathryn Robinson (Let It Bee)                | 163.00     |
| Ujeżdżenie indywidualnie | Steffen Peters (Legolas 92) | 80,075     | Laura Graves (Verdades) | 79,825     | Christopher von Martels (Zilvestar) | 79,500     |
| Ujeżdżenie drużynowe     | Stany Zjednoczone · Sabine Schut-Kery (Sanceo) · Kimberly Herslow (Rosmarin) · Laura Graves (Verdades) · Steffen Peters (Legolas 92)                          | 460,506    | Kanada · Christopher von Martels (Zilvestar) · Brittany Fraser (All In) · Megan Lane (Caravella) · Belinda Trussell (Anton)                                                 | 450,938    | Brazylia · Leandro da Silva (Di Caprio) · Sarah Waddell (Donelly 3) · João Marcari Oliva (Xamã dos Pinhais) · João Paulo dos Santos (Veleiro do Top)     | 414,895    |
| WKKW indywidualnie       | Marilyn Little (RF Scandalous) | 40.30      | Jessica Phoenix (Pavarotti) | 42.10      | Ruy Fonseca (Tom Bombadill Too) | 42.90      |
| WKKW drużynowe           | Kanada · Tiffany Foster (Tripple X III) · Eric Lamaze (Coco Bongo) · Ian Millar (Dixson) · Yann Candele (Showgirl) · Elizabeth Gingras (Zilversprings)        | 7          | Argentyna · Matias Albarracín (Cannavaro 9) · Luis Pedro Biraben (Abunola) · José María Larocca Jr. (Cornet Du Lys) · Ramiro Quintana (Whitney) · Bruno Passaro (Chicago Z) | 8          | Stany Zjednoczone · Georgina Bloomberg (Lilli) · Kent Farrington (Gazelle) · Lauren Hough (Ohlala) · McLain Ward (Rothchild) · Todd Minikus (Babalou 41) | 12         |